# Svartnackad gylling
Svartnackad gylling (Oriolus chinensis) är en vida spridd och vanligt förekommande asiatisk fågel i familjen gyllingar inom ordningen tättingar.

## Fältkännetecken

### Utseende
Svartnackad gylling är en medelstor och genomgående gyllengul med kraftig rosa näbb och en bred ansiktsmask och nacke. Den adulta hanen har gula spetsar på de mittersta stjärtpennorna och bredare gult på de yttre. Honan är mer grön- eller olivfärgad på manteln, medan ungfågeln har streckad undersida.

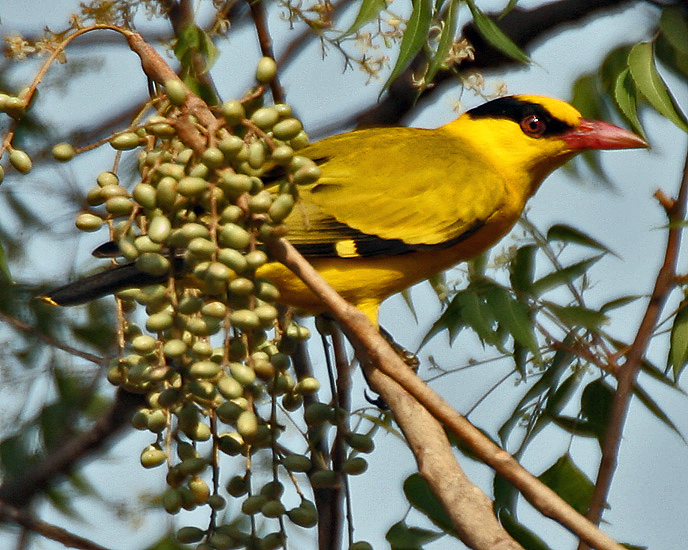
Hona av underarten diffusus i Hyderabad, Indien.

Olika regionala populationer urskilda som underarter varierar i utseende. Fåglar i Andamanöarna (andamanensis) har helsvarta vingar, medan macrourus i Nikobarerna har mycket svart i nacken så att endast hjässan är gul, medan vingarna är svarta utom en gul fläck på handpennorna. Underarterna i Sydostasien har ofta mindre gult i pannan och sydligare populationer är generellt blekare. Sydliga honor är också mer grönaktiga ovan och på stjärten, och saknar gula fläckar på armpennespetsarna.

Hanar skiljer sig åt geografiskt i utbredningen av svart och gult på huvud, vingar och stjärt.

### Läte
Svartnackad gylling har ett karakteristiskt nasalt läte, niee eller myaa medan sången (hos diffusus) är ett flöjtande iwee wee wee-leeow.

## Utbredning och systematik
Svartnackad gylling delas in i hela 18 underarter med följande utbredning:
- Oriolus chinensis diffusus – häckar i östra Asien, flyttar till Indien, Indokina och Malackahalvön
- maculatus-gruppen
  - Oriolus chinensis andamanensis – Andamanerna
  - Oriolus chinensis macrourus – Nikobarerna
  - Oriolus chinensis maculatus – Sumatra, Java, Borneo, Bali, Belitung och Niasöarna
  - Oriolus chinensis mundus – Simeulue (utanför Sumatra)
  - Oriolus chinensis sipora – Sipura (utanför Sumatra)
  - Oriolus chinensis richmondi – Siberut och Pagaiöarna (utanför Sumatra)
  - Oriolus chinensis insularis – Kangeanöarna (Javasjön)
- chinensis-gruppen
  - Oriolus chinensis chinensis — norra och västra Filippinerna (Luzon, Mindoro, Palawan och närliggande mindre öar)
  - Oriolus chinensis yamamurae — centrala och södra Filippinerna (Tablas, Panay, Romblon, Sibuyan, Masbate och  Samar söderut till Mindanao)
  - Oriolus chinensis suluensis – Suluöarna
- Oriolus chinensis melanisticus – Talaudöarna (Karakelong och Salebabu)
- frontalis-gruppen
  - Oriolus chinensis sangirensis – Sangihe och Tabukenöarna (utanför norra Sulawesi)
  - Oriolus chinensis formosus – Siau, Tahulandang, Ruang, Pulau Biaro och Mayuöarna (utanför Sulawesi)
  - Oriolus chinensis celebensis – Sulawesi, Bangka, Talisei, Lembeh, Togianöarna, Pulau Muna, Butung
  - Oriolus chinensis frontalis – Banggaiöarna och Sulaöarna (utanför Sulawesi)
- broderipii/boneratensis-gruppen
  - Oriolus chinensis boneratensis – Tukangbesiöarna utanför Sulawesi samt öar i Floressjön
  - Oriolus chinensis broderipii – Små Sundaöarna (Lombok, Sumba, Sumbawa, Flores, Bisar, Alor)

Vissa urskiljer även underarterna lamprochryseus och stresemanni med utbredning på Masalembuöarna i Javasjön respektive Peleng utanför östra Sulawesi.
Arten har tillfälligt påträffats i Nepal och Sri Lanka samt på Arabiska halvön i Oman 7 december 2011 och Förenade Arabemiraten 18-25 februari 2012.

### En eller flera arter?
Svartnackad gylling har en komplicerad evolutionär historia och kan möjligen inkorporera flera kryptiska arter. DNA-studier visar att både sommargylling och indisk sommargylling är en del av komplexet, vilket tyder på att svartnackad gylling i framtiden bör delas upp på flera arter. Dock omfattade studien endast fyra av underarterna. Än så länge har detta inte lett till några taxonomiska förändringar hos de världsledande auktoriteterna.

## Levnadssätt
Svartnackad gylling förekommer i skog, trädgårdar och planteringar. Den livnär sig av bär och insekter som den hittar i trädkronorna. I Indien har den noterats ta nektar från stora blommor som Salmalia och Erythrina, men även plundra bon av andra fåglar.

### Häckning
Arten häckar från april till juni (januari till mars i Nikobarerna)) och bygger sitt djupa skålformade bo i en trädklyka, ofta i närheten av en svartdrongo. Honan kan börja bygga två eller tre bon innan hon slutligen bestämmer sig.
Honan lägger två till tre laxrosa ägg med röda fläckar och ruvar dem ensam i 14-16 dagar. Efter ytterligare två veckor är ungarna flygga. Bopredatorer utgörs av bland annat kråkor, trädskator och hökar.

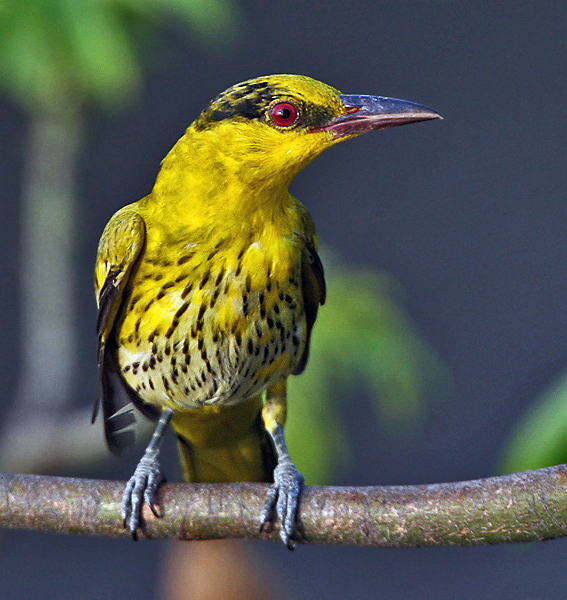
Ungfågel i Kolkata, Västbengalen, Indien

## Status
Fågelns populationstrend är okänd, men utbredningsområdet är relativt stort. Internationella naturvårdsunionen IUCN anser inte att den är hotad och placerar den därför i kategorin livskraftig. Världspopulationen har inte uppskattats, men den beskrivs som vanlig. I stora delar av Sydostasien fångas arten för försäljning i burfågelshandeln.